# Rue de Tolbiac
La rue de Tolbiac è una via del  XIII arrondissement di Parigi.

## Origine del nome
Questa via deve il proprio nome alla battaglia di Tolbiac del 496, nella quale il re Clodoveo I riportò la vittoria contro gli Alemanni. Tolbiac, che oggi porta il nome di Zülpich, è una città tedesca del distretto governativo di Colonia nel Land della Renania Settentrionale-Vestfalia.

## Storia
La rue de Tolbiac fu tracciata in più tronconi alla fine del XIX secolo, il primo dei quali stava tra la rue du Château-des-Rentiers e l'avenue d'Italie con il nome di rue du Transit.
Essa avrebbe dovuto all'origine far parte di una nuova circonvallazione intermedia tra i vecchi boulevard esterni e i boulevards des Maréchaux, circonvallazione di cui solo la parte della Rive gauche
è stata realizzata. Essa partiva in origine dal lungo-Senna della stazione (pont de Tolbiac).
Questo quartiere, inizialmente poco popolato, è stato la sede di industrie diverse e in particolare un'officina di strumenti di precisione (officina Louis Billant) divenuta officina di armamenti (granate P1) durante la prima guerra mondiale, che fu trasferita dopo un grave incidente verificatosi nell'ottobre 1915, che provocò una cinquantina di morti, un centinaio di feriti e che devastò i fabbricati circostanti.
Nel quadro dell'operazione Paris Rive Gauche, la parte della via, che andava dal lungo-fiume fino all'avenue de France è stata rinominata rue Neuve-Tolbiac.

## Descrizione
La rue de Tolbiac parte dall'avenue de France e attraversa tutto l'arrondissement da est a ovest fino al confine con il XIV arrondissement, ove prende il nome di rue d’Alésia. Essa è lunga 2715 m e larga 20.
Si tratta di uno degli assi principali dell'arrondissement, da sud, di cui essa attraversa il quartiere Paris Rive Gauche (al livello della rue Neuve-Tolbiac), il quartiere asiatico di Parigi del XIII arrondissement e il quartiere della Maison-Blanche. È anche un elemento di un asse importante che attraversa gli arrondissement esterni della riva sinistra per la rue d’Alésia, la rue de Vouillé e la rue de la Convention.

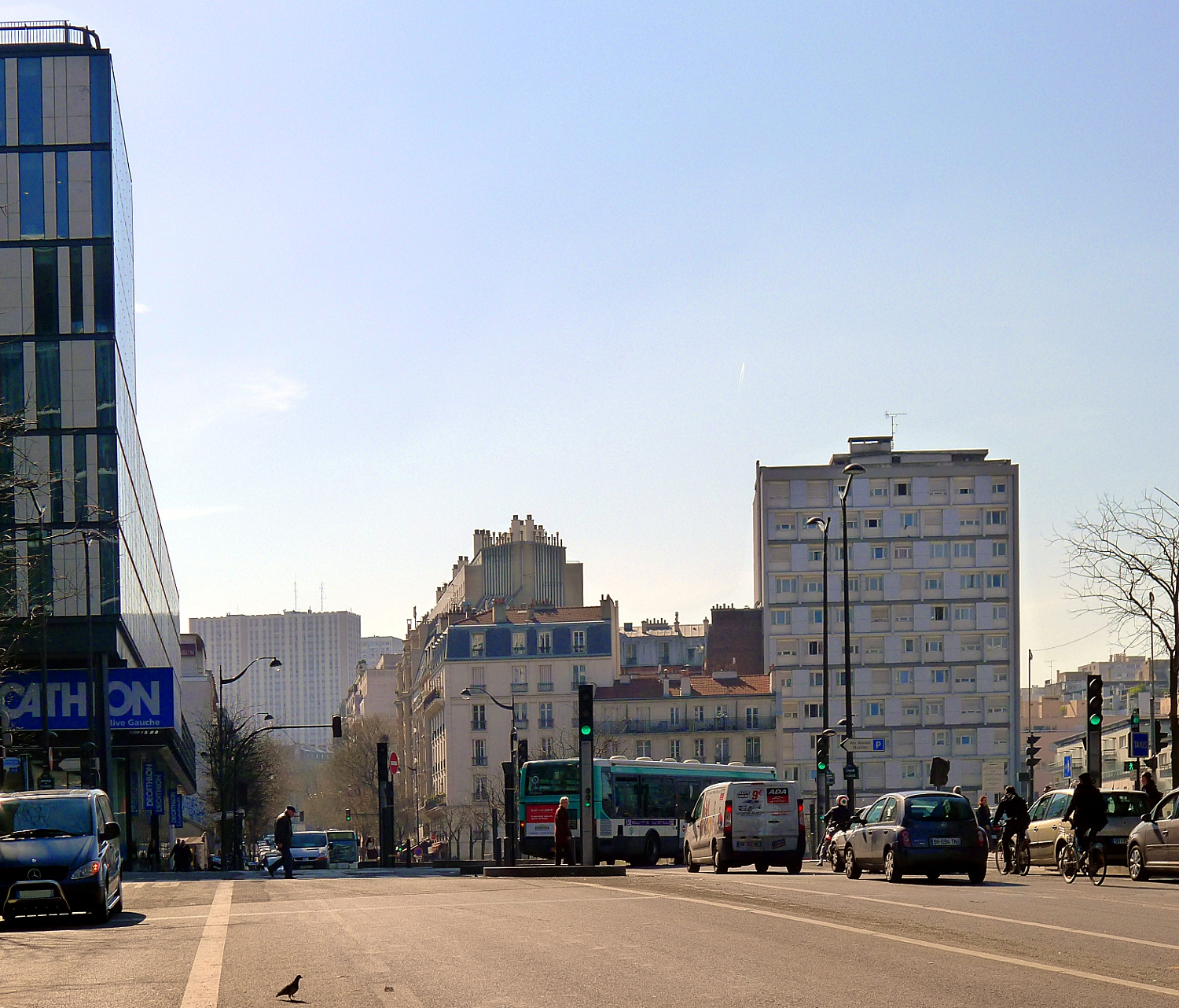
Rue de Tolbiac a livello dell'avenue de France
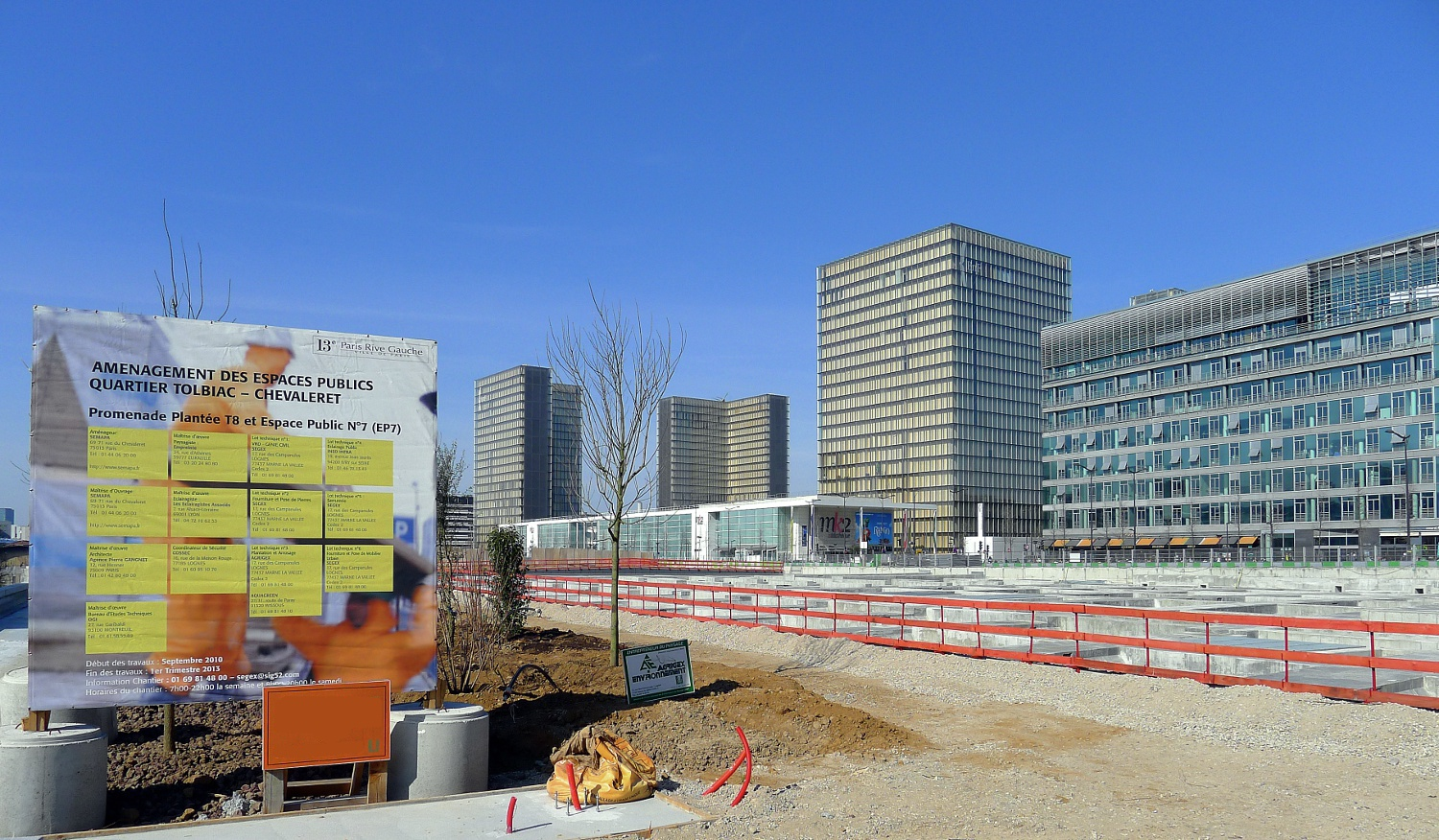
Lavori di ristrutturazione nel quadro dell'operazione Paris Rive Gauche
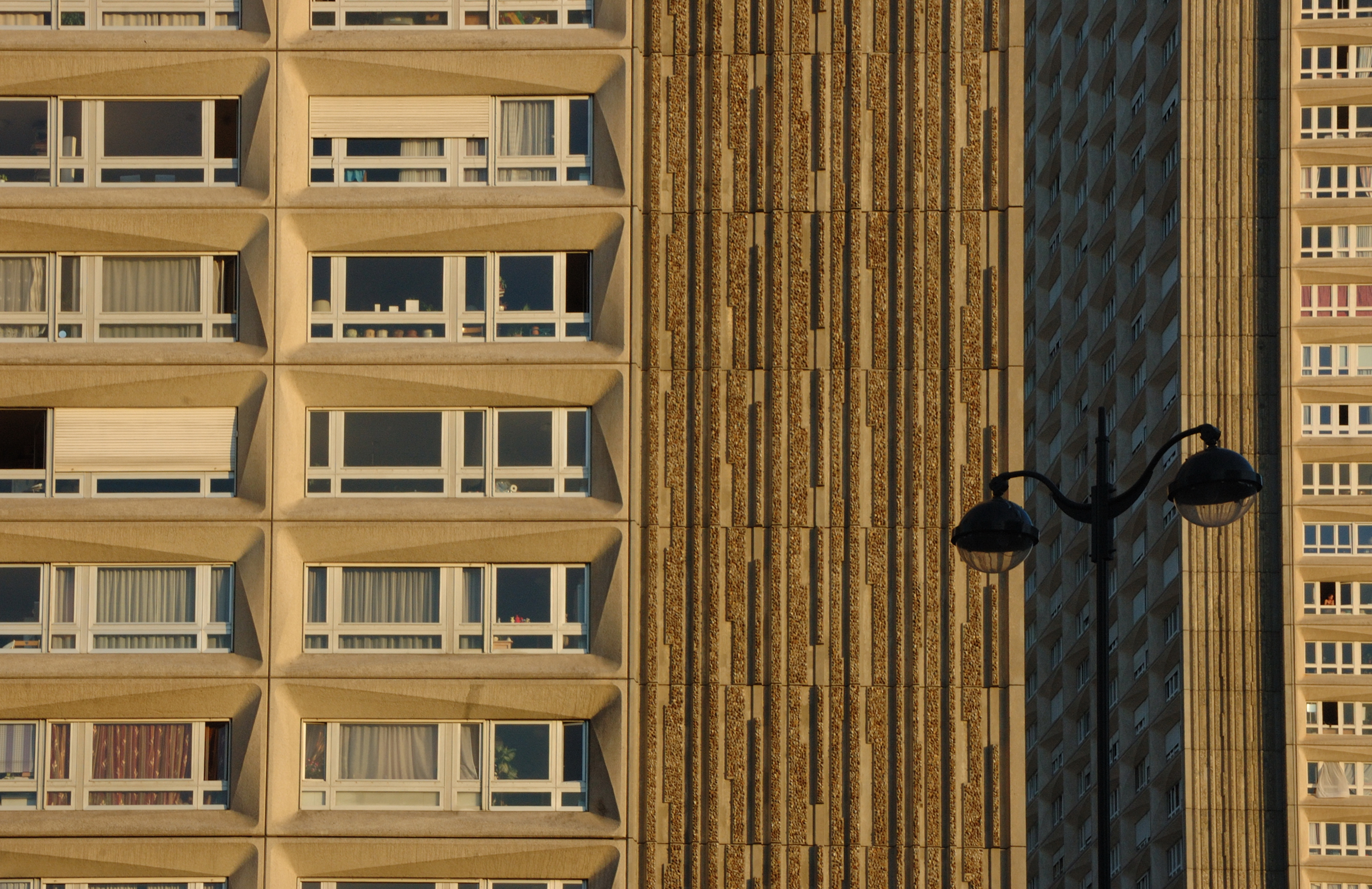
Dettaglio delle torri abitative sovrastanti la rue de Tolbiac

## Edifici notevoli e luoghi della memoria
- Il centro Pierre-Mendès-France dell'Università Paris 1 Panthéon-Sorbonne correntemente detta fac Tolbiac, opera degli architetti Pierre Parat e Michel Andrault nel 1973.[3]
- Il quartiere asiatico del XIII arrondissement, ancora chiamato triangle de Choisy o dalle des Olympiades, tra la rue Nationale e l'avenue de Choisy.
- Il liceo Claude-Monet, all'incrocio con la rue Charles-Moureu.
- La chiesa di Sant'Anna della Butte-aux-Cailles, all'incrocio con la rue Bobillot.